# Artwashing
 (mars 2022).
La mise en forme du texte ne suit pas les recommandations de Wikipédia : il faut le « wikifier ».
Les points d'amélioration suivants sont les cas les plus fréquents :
- Les titres sont pré-formatés par le logiciel. Ils ne sont ni en capitales, ni en gras.
- Le texte ne doit pas être écrit en capitales (les noms de famille non plus), ni en gras, ni en italique, ni en « petit »…
- Le gras n'est utilisé que pour surligner le titre de l'article dans l'introduction, une seule fois.
- L'italique est rarement utilisé : mots en langue étrangère, titres d'œuvres, noms de bateaux, etc.
- Les citations ne sont pas en italique mais en corps de texte normal. Elles sont entourées par des guillemets français : « et ».
- Les listes à puces sont à éviter, des paragraphes rédigés étant largement préférés. Les tableaux sont à réserver à la présentation de données structurées (résultats, etc.).
- Les appels de note de bas de page (petits chiffres en exposant, introduits par l'outil «  Source ») sont à placer entre la fin de phrase et le point final[comme ça].
- Les liens internes (vers d'autres articles de Wikipédia) sont à choisir avec parcimonie. Créez des liens vers des articles approfondissant le sujet. Les termes génériques sans rapport avec le sujet sont à éviter, ainsi que les répétitions de liens vers un même terme.
- Les liens externes sont à placer uniquement dans une section « Liens externes », à la fin de l'article. Ces liens sont à choisir avec parcimonie suivant les règles définies. Si un lien sert de source à l'article, son insertion dans le texte est à faire par les notes de bas de page.
- La présentation des références doit suivre les conventions bibliographiques. Il est recommandé d'utiliser les modèles {{Ouvrage}}, {{Chapitre}}, {{Article}}, {{Lien web}} et/ou {{Bibliographie}}. Le mode d'édition visuel peut mettre en forme automatiquement les références.
- Insérer une infobox (cadre d'informations à droite) n'est pas obligatoire pour parachever la mise en page.

Pour une aide détaillée, merci de consulter Aide:Wikification.
Si vous pensez que ces points ont été résolus, vous pouvez retirer ce bandeau et améliorer la mise en forme d'un autre article.
Le néologisme artwashing désigne l'utilisation, par une entreprise privée, de la philanthropie et des arts pour améliorer sa réputation. Le artwashing s'apparente à l'écoblanchiment transposé aux domaine des arts et du mécénat artistique. Il s'agirait donc d'un financement philanthropique intéressé, allant à l'encontre même du principe de mécénat. Certains le qualifient de  « mécénat non éthique ».  
Dans le cas des musées, l'artwashing consiste à commanditer ou financer une exposition ou une institution culturelle dans le but de redorer l'image publique d'une entreprise. Face à la prise de position grandissante du grand public, à l'influence des réseaux sociaux et aux moyens publics de revendication, certains observateurs avancent que les musées tendront de plus en plus à éviter les partenariats s'apparentant au artwashing.  
Concept particulièrement répandu en Grande-Bretagne, le artwashing a fait l'objet d'un ouvrage de l'artiste activiste Mel Evans, Artwash - Big Oil and the Arts, paru en 2015 chez Pluto Press,. En janvier 2017, l'organisation environnementale 350.org lance ainsi une pétition en ligne demandant au musée du Louvre de boycotter son mécène Total, groupe pétrolier majeur et grand financeur de l'institution muséale.